# Tom Clancy's Ghost Recon Wildlands
Tom Clancy's Ghost Recon Wildlands est un jeu vidéo de tir tactique en monde ouvert développé par Ubisoft Paris et édité par Ubisoft, sorti le 7 mars 2017 sur Microsoft Windows, PlayStation 4 et Xbox One.
Il s'agit du dixième jeu de la franchise Tom Clancy's Ghost Recon et du premier jeu à présenter un environnement en monde ouvert. Le jeu abandonne le décor futuriste introduit dans Tom Clancy's Ghost Recon Advanced Warfighter pour se dérouler dans un cadre similaire au premier opus, Tom Clancy's Ghost Recon.

## Synopsis
Le jeu se déroule en 2019 en Bolivie. Le pays est devenu un narco-état de la cocaïne sous le joug du cartel de la Santa Blanca, qui a envahi le pays et renversé le gouvernement bolivien. La montée en puissance de cet état-cartel devenu une menace mondiale préoccupe le gouvernement des États-Unis. Après un attentat à la bombe sur l'ambassade des États-Unis à La Paz, l'armée des États-Unis envoie une unité d'opérations spéciales d'élite appelée «"Ghosts"» («Fantômes» en français) afin de pacifier la région en détruisant le cartel, principal suspect de cet attentat.

## Système de jeu
Le jeu est un jeu de tir tactique à la troisième personne se déroulant en monde ouvert. Le joueur dispose également de plusieurs gadgets améliorables tels que des drones, des grenades de diversions qui peuvent être débloqués et améliorés grâce à des ressources que le joueur peut récupérer dans le monde, aussi bien en explorant des installations que dans des missions secondaires où le joueur doit récupérer des ressources en arrêtant des convois, en volant des avions remplis de matériels et d'autres missions secondaires nombreuses.

## Développement
Le développement de Wildlands commence en 2012, le jeu est officiellement révélé à la fin de l'E3 2015 pendant la conférence de presse d'Ubisoft. Ubisoft affirme également que Wildlands met en scène le plus grand environnement en monde ouvert que la société n'ait jamais créé. Afin de créer un environnement bolivien réaliste, les développeurs ont visité la Bolivie pendant deux semaines.  Un nouveau moteur de jeu est également en cours d'élaboration pour le jeu. Tom Clancy's Ghost Recon: Wildlands est édité sur Microsoft Windows, PlayStation 4 et Xbox One.

## Voix françaises
- Boris Rehlinger et Marie-Eugénie Maréchal : Nomad
- Bruno Choël et Marie Chevalot : Nomad Replicated
- Franck Lorrain et Fily Keita : Holt
- Donald Reignoux et Hélène Bizot : Weaver
- Namakan Koné et Adeline Moreau : Midas
- Juliette Degenne : Karen Bowman
- Jérémie Covillault : Agent Ricardo "Ricky" Sandoval
- Nessym Guetat : Pac Katari
- Olivier Peissel : El Sueño
- Laëtitia Lefebvre : Nidia Flores
- Bruno Méyère : Antonio
- Benjamin Pascal : DJ Perico
- Guillaume Orsat : El Boquita
- Enrique Moles Sanchez : El Cardenal
- Erwan Tostain : El Cerebro
- Jérôme Pauwels : El Chido & Cole D. Walker (DLC Opération Oracle)
- Diego Ascencio : El Gato
- Laurent Morteau : El Pozolero
- Frédéric Cerdal : El Yayo
- Daniel Beretta : Sam Fisher (DLC Opération Watchman)

## Contenus supplémentaires
Depuis la sortie du jeu, de nombreuses mise à jour ont eu lieu, apportant de nombreux correctifs de bugs et de contenus pour le jeu, incluant entre autres des véhicules, des éléments de personnalisation visuels pour les personnages, des armes et des fonctionnalités supplémentaires comme le Tier 1 ou le mode photo... Mais globalement, on notera 2 grandes catégories de contenus.

### DLC
Quatre grandes extensions sont à ce jour proposés au joueur :
- "Narco Road" sorti le 25 avril 2017. En tant que mercenaire, l'équipe de Ghosts devra s'infiltrer afin de dénicher El Invisible, le leader de la Santa Bianca.
- "Fallen Ghosts" sorti le 10 juin 2017. L'équipe de Ghosts devra évacuer l'ensemble des ressortissants américains menacés par le nouvel ordre représenté par l'Unidad et Los Extranjeros (les étrangers).
- "Ghost War" sorti le 10 octobre 2017. Il s'agit d'un DLC un peu particulier puisqu'il s'agit du mode de jeu PVP.
- "Mode Ghost" sorti le 24 juillet 2018. Il s'agit d'un mode de jeu reprenant la campagne, mais décrit comme un "défi PVE" : 1 arme principale au lieu de 2, le tir allié, la perte de munitions au rechargement ou encore la "mort permanente" qui supprime le personnage définitivement.

### Crossover / Opérations spéciales
Le 14 décembre 2017 est lancée la mise à jour Jungle Storm, incluant pour la première fois une mission PVE inédite et hors histoire principale : une série de meurtres dans la jungle bolivienne pousse les Ghosts à enquêter sur ses origines, ils se retrouvent confrontés à un Predator.
Par la suite, alors que le jeu fête son premier anniversaire, Ubisoft annonce une série de mise à jour gratuite connu sous le nom de "Special Operation", ou "Opérations spéciales", visant à rajouter une mission PVE et des contenus supplémentaires aussi bien pour le PVE que pour le PVP.

#### Opération Watchman[11]
Sorti le 10 avril 2018, cette mise à jour permet de trouver une toute nouvelle mission qui fait se rencontrer la série Ghost Recon avec la série Splinter Cell. En effet, cette mission spéciale va amener l'équipe de Ghosts à retrouver Sam Fisher en territoire ennemi, tout en étant le plus discret possible.

#### Opération Archangel[12]
Sorti le 24 juillet 2018, cette mise à jour est sans aucun doute l'une des plus fournies en contenus. La nouvelle mission incluse est un crossover avec Rainbow Six : Siege : elle consiste à retrouver l'agent de Rainbow, Caveira, avec l'aide des agents Twitch et Valkyrie de cette même unité.

#### Opération Silent Spade[13]
Sorti le 11 décembre 2018, cette mise à jour est un crossover entre Ghost Recon : entre Wildlands et Future Soldier. La mission consiste à empêcher des ultranationalistes russes de mettre la main sur de l'uranium bolivien, avec l'aide du légendaire Scott Mitchell et de John Kosak alors qu'il n'était qu'une jeune recrue.

#### Opération Oracle[14]
Sorti le 2 mai 2019, ce DLC ouvre un nouvel arc narratif dans lequel les Ghosts vont rencontrer Cole D. Walker, incarné par Jon Bernthal qui a été également été modélisé. Cet arc narratif est en réalité un prologue pour le nouvel épisode de la licence : Ghost Recon Breakpoint.

### Guérilla
Le mode guérilla est un mode où l'utilisateur se situe dans une base militaire et doit repousser des vagues d'assaillants contrôlés par l'ordinateur. 

## Accueil
L'accueil de l'annonce du jeu est positive, avec des critiques revendiquant que la conception du titre est très éloignée du design typique de jeu en monde ouvert d'Ubisoft. Comme le jeu est dévoilé à l'E3 2015, certaines critiques déclarent qu'il s'agit de l'une des annonces les plus surprenantes de l'E3 2015. Wildlands est nommé pour obtenir les prix de jeu du salon de l'E3 2015, de meilleur jeu PlayStation 4 et meilleur jeu Xbox One, ainsi que pour le prix du meilleur jeu PC. Il reçoit finalement l'un des meilleurs prix de l'E3 2015, récompensé par GameSpot,. Le jeu est aussi nommé dans la catégorie du meilleur jeu de tir avec coopération, lors de la remise des prix de l'E3 2015 par Game Informer. La Bolivie exprime son malaise sur la description que le jeu ferait d'elle, représentée comme étant sous l'emprise du narcotrafic.
En mai 2020, Ubisoft annonce que le jeu s'est vendu a plus de 10 millions d'unités.

## Inspirations
(avril 2019).
- Si vous ne connaissez pas le sujet, laissez ce bandeau (vous pouvez alors contacter les auteurs).
- Si vous supprimez le contenu mis en cause (vous pouvez préalablement contacter les auteurs),

argumentez précisément cette suppression dans la page de discussion
(un manque de référence n'est pas un argument ; une recherche réelle de référence doit avoir été effectuée, être formellement documentée).
Plusieurs personnages représentés dans le jeu (bien que l'éditeur, face à l'épineux sujet que représente notamment le narco-trafic, nie publiquement toute velléité de décrire quelque individu ayant réellement existé sous réserve d'événements fortuits indépendants de leur volonté) sont néanmoins inspirés de véritables personnes, reconnaissables, souvent leur équivalent dans le trafic de stupéfiants, par les informations que livre le jeu sur les activités de ses personnages.
La plaga (Jose Rodrigo Aréchiga Gamboa): Le personnage de La plaga, dans le jeu vidéo Tom Clancy's Ghost Recon Wildlands, est présenté comme le chef des sicarios du cartel, fonction qu'occupait le narco-trafiquant Jose Rodrigo Aréchiga Gamboa au sein du cartel de Sinaloa. En plus de partager des traits et caractéristiques physiques communes (grande taille, teint basané, style vestimentaire élégant, musculature athlétique) le personnage de la Plaga est dépeint comme un homme enjoué et exubérant (qualificatifs que d'aucuns emploient usuellement pour décrire Rodrigo, notamment par l'entremise des nombreuses ballades contant ses faits d'armes) ainsi que comme un accro des réseaux sociaux et toxicomane, aspect sous lequel a également été présenté Gamboa par certains médias occidentaux après son arrestation (ses très nombreux posts et photographies illustrant son train de vie extravagant et son appétence pour les voyages, en Europe notamment, l'aurait placé dans le viseur des autorités) encore que pour ce qui est de sa toxicomanie, cela reste à démontrer. La vidéo introduisant le personnage de La Plaga dans le jeu représente ce dernier photographié dans les mêmes postures que celles dans lesquelles on peut voir Rodrigo Gamboa dans ses posts Twitter et Instagram et son emblème, la bague en diamant créée par Marc Jacobs qui apparaît sur chacune de ses photographies, apparaît elle aussi dans le jeu. Dans le narcocorrido qui lui est dédié, il est aussi mentionné que le personnage du jeu est originaire de la ville de 
Culiacán, tout comme le fameux sicario et membre du Cartel de Sinaloa. Le nom même de la plaga, qui en espagnol signifie "la peste", est une référence à Rodrigo Gamboa, surnommé lui "El Chino Antrax" et fondateur de la cellule criminelle de "Los antrax" ; l'antrax étant tout comme la peste un virus mortel fortement contagieux, quasiment éradiqué de nos jours.
Nidia Flores (Claudia Ochoa Felix): Rien n'indique que les scénaristes n'ont pas tant tenté de créer une mouture de la terrible reine des cartels, Claudia Ochoa Felix, avec le personnage de Nidia, qu'une simple déclinaison des nombreux clichés et personnages féminins stéréotypés de criminelles dont la première en est l'inspiration par son parcours hors du commun, comme l'héroïne de la telenovela "la reine du Sud" en est un exemple tout indiqué, parmi de nombreux autres.
El Chido (Alfredo Rios "El Komander"): Outre sa ressemblance physique frappante avec le chanteur de narcocorrido notoire connu sous le nom de "El Komander", le personnage de El Chido dans Ghost Recon est dépeint comme un séducteur et un artiste particulièrement apprécié de la gent féminine, conformément à la réputation de El Komander dans les états du nord-ouest du Mexique et partout oú sa musique est largement diffusée. Ainsi, il est répété à plusieurs reprises dans le jeu que le personnage d'El Chido, connu aussi comme Marcelo Rios (dont la similitude avec le véritable patronyme d'El Komander, Alfredo Rios, est là aussi criante) n'est autre que le chanteur de narcocorridos le plus réputé du Mexique, titre que l'on pourrait attribuer dans la réalité à "El Komander". L'implication de ce dernier avec des groupuscules mafieux locaux est d'ailleurs mis en cause sans pour autant être étayé dans un reportage pour une chaîne de télévision française, ce qui pourrait faire échos au personnage de "El Chido" dans le jeu vidéo, qui se produit exclusivement pour le cartel Santa Blanca. L'on pourrait aussi avancer le nom du non moins fameux Gerardo Ortiz parmi les artistes ayant pu servir de source d'inspiration au studio parisien, également prétendant au titre de chanteur de corridos mexicain le plus réputé ; et l'on peut également, pour dépasser la mention de ces seuls artistes, noter une certaine ressemblance, purement physique toutefois, avec le chanteur Sean Paul). Enfin, et pour être exhaustif, malgré de potentielles autres sources d'inspiration dans le domaine de la musique, il est précisé qu'"El Chido" est né à Culiacan dans l'État de Sinaloa (tout comme "El Komander", son principal "inspirateur"), contrairement à Gerardo Ortiz, originaire quant à lui de Californie.
Boston Reed (Barry Seal) : Le personnage de Boston Reed dans le jeu est largement inspiré par Barry Seal, qui fut pilote pour le Cartel de Medellin.
El Sueño (Nazario Moreno Gonzalez) : Bien que le leader du cartel de la Santa Blanca, dans Ghost Recon Wildlands, semble être inspiré par nombre de ses homologues chefs de cartels dans la réalité (il partage notamment l'un de ses surnoms, présent sur l'organigramme dépeignant les cibles du jeu, "El jefe de jefes", avec de nombreux trafiquants comme Arturo Beltran Leyva, Miguel Ángel Félix Gallardo et Nemesio Oseguera Cervantes "El Mencho", par exemple) El sueño présente de nombreuses similitudes avec l'un d'eux en particulier, Nazario Moreno Gonzalez, dont le cartel de Los caballeros templarios opérait également en tant que culte religieux, s'établissant par son statut de leader du cartel en véritable chef spirituel, tout comme El sueño dans le jeu, ainsi que par son mysticisme et le caractère énigmatique de son personnage. L'antagoniste principale de Ghost Recon Wildlands partage un autre point commun dans ses pérégrinations avec Nazario, qui aurait lui aussi rédigé (ou fait rédigé) sa propre bible, servant de guide de spiritualité dans son organisation.
El Pozolero (Santiago Meza Lopez "El Pozolero") : L'individu ayant servi de muse au studio parisien pour la création du personnage de "El Pozolero" est ici d'autant plus identifiable qu'il porte le même pseudonyme que son pendant virtuel, dans le jeu, "El Pozolero" (le cuistot ou le marmiton en français), et occupe la même fonction au sein de son cartel, à savoir la lourde de tâche de dissoudre des dépouilles compromettantes dans des bidons d'acide. Santiago Meza Lopez aurait avoué avoir ainsi fait disparaître plus de 300 personnes au long de sa sinistre carrière. Un chiffre également avancé dans le jeu, cette fois le nombre d'individus qui seraient passés entre les mains de "El Pozolero" au cours d'une seule année (celle oú se déroule l'action du jeu). Il est aussi précisé que le nombre total des victimes du personnage équivaudrait à plus ou moins 600 individus. Enfin, dans la chanson qui lui est dédiée, le personnage de "El Pozolero" est décrit comme étant natif du Nord du Mexique, à proximité de la frontière, zone oú opérait le véritable "Pozolero".
Ricky Sandoval (Enrique "Kiki" Camarena) : De par son aspect, ses pérégrinations, s'établissant ainsi en véritable sosie de l'agent de la DEA défunt "Kiki" Camarena, le personnage de Ricky Sandoval est, sans qu'aucun doute ne puisse subsister, très largement inspiré de ce dernier, tout comme la trame principale (traitant d'un agent américain de la DEA infiltré à l'étranger au sein d'un puissant cartel mexicain et son assassinat) puise ostensiblement son inspiration dans le célèbre "fait divers" notoirement connu comme "l'Affaire Enrique Camarena".
La faction alliée des "Kataris 26" qui accueille à regret les Ghosts en Bolivie est inspirée des guérillas communistes d'Amérique Latine, telles l'ELN bolivien, les FARC colombiennes ou l'EGP péruvien. Les noms des deux personnages nommés des Kataris 26, Pac Katari et Amaru, sont inspirés des figures de Túpac Katari et Túpac Amaru, connues pour leur résistance face à l'Empire espagnol.
La faction de police militarisée bolivienne appelée "la Unidad" est quant à elle probablement inspirée de l'UMOPAR, l'"Unité Policière Mobile des les Zones Rurales" bolivienne. L'UMOPAR est une branche de la police bolivienne destinée à la lutte contre le trafic de drogues et à la contre-insurrection.